# Чувиков, Павел Андреевич
Па́вел Андре́евич Чу́виков (1906 — 13 мая 1986) — советский общественный деятель, издатель. Кандидат экономических наук. Участник Великой Отечественной войны, полковник.

## Биография
В 1922 году стал ответственным секретарём волостного комитета Российского коммунистического союза молодёжи. В 1930 году окончил Коммунистический университет трудящихся Востока.
В 1937—1941 годах был директором Всесоюзной академии внешней торговли, в 1941—1947 годах — начальником кафедры Военно-юридической академии, в 1947—1949 годах — начальником отдела печати Главного политического управления Вооружённых сил СССР.
В 1950—1963 годах был директором «Издательства иностранной литературы». В этот период издательство начало публиковать таких современных зарубежных писателей, как Л. Фейхтвангера, Э. М. Ремарка, М. Дрюона, Г. Бёлля, А. Моравиа, а также зарубежную научно-техническую литературу; было основано несколько новых редакций. По инициативе Чувикова было построено четыре пятиэтажных жилых дома для сотрудников издательства. В то же время он получил два выговора от Политбюро: за издание книги С. Моэма «Подводя итоги» и за пропуск буквы «л» в слове «главнокомандующий».
В 1964—1973 годах был директором Всесоюзной книжной палаты, которая благодаря его инициативе получила статус научно-исследовательского учреждения.

## Награды
- Заслуженный работник культуры РСФСР.
- Орден Красной Звезды.
- Орден Трудового Красного Знамени.
- Медаль «За победу над Германией в Великой Отечественной войне 1941—1945 годов»[3].
- 1985 — Орден Отечественной войны II степени[4].